# 森美咲
森 美咲（もり みさき、1987年2月2日 - ）は、日本の元AV女優。
身長：160cm 、スリーサイズ：B82・W60・H87

## 略歴
2008年1月「kawaii*新人デビュ→可愛いと綺麗のあいだ♥」でkawaii*専属女優としてAVデビュー。

## 人物
- 趣味：バレーボール、温泉巡り

## 作品

### アダルトビデオ
- kawaii*新人デビュ→可愛いと綺麗のあいだ♥熱い風 （2008年1月25日）
- LOVE♥ドッピュン!! （2008年2月25日）
- 学校でセックchu♥ （2008年3月25日）
- 小悪魔ちっくな気分♪ （2008年4月25日）
- kawaii*女学園にようこそ!学校でセックchu♥デラックス! （2008年5月25日）…共演:坂本愛海、芽衣奈、園原みか
- びちゃびちゃ潮吹き! （2008年6月25日）
- ハイパーミニミニモザイク （2008年7月25日）
- 美咲の14400秒あげる （2008年8月25日）
- 森美咲8時間スペシャル （2009年04月25日）